# Alitet uchodit v gory
Alitet uchodit v gory (Алитет уходит в горы) è un film del 1949 diretto da Mark Semënovič Donskoj.